# Muhal Richard Abrams
Muhal Richard Abrams (ur. 19 września 1930 w Chicago, zm. 29 października 2017 w Nowym Jorku) – amerykański pianista i kompozytor jazzowy. Laureat NEA Jazz Masters Award 2010.

## Zarys kariery
W wieku 17 lat rozpoczął naukę w Chicago Musical College, a już rok później rozpoczął profesjonalną karierę pianisty. W dużym stopniu uczył się samodzielnie, doświadczenie zdobywał obserwując grę innych i poprzez własną praktykę gry w wielu zespołach o różnych stylach gry. W 1955 założył Modern Jazz Two+3 z saksofonistą Eddiem Harrisem, grając hard bop. Po rozpadzie zespołu niewiele udzielał się na scenie muzycznej. W 1961 założył Experimental Band, w którym odszedł od hardbopowej stylistyki, grając coraz częściej free jazz. Grupa stała się zaczątkiem powstałego w 1965 i kierowanego przez Abramsa ruchu AACM. Mimo skłaniania się ku awangardzie, Abrams zawsze nawiązuje do tradycji, zarówno w swojej pianistyce, jak i kompozycjach. Od połowy lat 70. dokonywał wielu nagrań z własnymi formacjami (m.in. big-bandem).

## Dyskografia
- Levels and Degrees of Light (1967)
- Vise in Time (1969)
- Things to Come from Those Now Gone (1970)
- Fanfare for the Warriors (1973) (album Art Ensemble of Chicago)
- Young at Heart (1974)
- Afrisong (1975)
- Sightsong (1975; z Malachim Favorsem)
- Duets (1976; z Anthonym Braxtonem)
- Lifelong Ambitions (1977; z Leroyem Jenkinsem)
- Lifea Blinec (1978)
- Live at Montreux (1978)
- 1-OQA+19 (1978)
- Mama and Daddy (1980)
- Spihumonesty (1980)
- Duet (1981; z Aminą Claudiną Myers)
- Rejoicing with the Light (1983)
- View from Within (1986)
- Blues Forever (1986)
- Colors in Thirty-Third (1987)
- The Hearinga Suite (1989)
- Duets and Solos (1990)
- Blu Blu Blu (1992)
- Family Talk (1993)
- Think All, Focus One (1994)
- One Line, Two Views (1995)
- Young at Heart-Wise in Time (1996)
- The Open Air Meeting (1996)
- Song for All (1997)
- Interpretations of Monk (1997; z Barrym Harrisem)
- The Visibility of Thought (2001)